# Lysandra petri
Lysandra petri är en fjärilsart som beskrevs av Ruggero Verity 1920. Lysandra petri ingår i släktet Lysandra och familjen juvelvingar. Inga underarter finns listade i Catalogue of Life.